# Borys Szyc
Borys Michał Szyc-Michalak (tên khai sinh: Borys Michalak; sinh ngày 4 tháng 9 năm 1978 tại Łódź) là một diễn viên và nhạc sĩ người Ba Lan.

## Tiểu sử
Borys Szyc tốt nghiệp Học viện nghệ thuật sân khấu quốc gia Aleksander Zelwerowicz ở Warsaw vào năm 2001 và bắt đầu sự nghiệp diễn xuất rực rỡ. Kể từ năm 2001, anh biểu diễn tại Nhà hát Współczesny ở Warsaw. Năm 2007, Borys Szyc được Đài truyền hình Ba Lan (TVP) trao Giải thưởng Wiktor ở hạng mục Nam diễn viên truyền hình Ba Lan xuất sắc nhất.

## Đĩa hát

### Album phòng thu
| Feelin' Good                                                                  | - Phát hành: 30 tháng 11 năm 2009 - Hãng đĩa: EMI Music Poland - Định dạng: CD, tải nhạc | 44 |
| "–": Bài hát không có bảng xếp hạng hoặc không được phát hành trong lãnh thổ. |                                                                                          |    |

### Video âm nhạc
| Tựa đề     | Năm  | Album        | Ghi chú |
| ---------- | ---- | ------------ | ------- |
| "Do jutra" | 2009 | Feelin' Good | [ 6 ]   |

## Thành tích nghệ thuật

### Diễn viên
- Enduro bojz (2000)
- Stacja (2001) trong vai Tomek
- The Spring to Come (2001) trong vai Wojciech Buławnik
- E=mc² (2002)
- Magiczne drzewo (2004, TV series)
- Symmetry (2004) trong vai Albert
- Vinci (2004) trong vai Julian
- The Welts (2004) trong vai Bartosz
- Oficer (2005) trong vai Tomasz 'Kruszon' Kruszyński
- Chaos (2006) trong vai Łysy
- Janek (2006)
- Droga wewnętrzna (2006)
- Oficerowie (2006) trong vai Tomasz 'Kruszon' Kruszon
- Job, czyli ostatnia szara komórka (2006)
- South by North (2006) trong vai Jakub
- Hyena (2006)
- Ryś (2007)
- Tajemnica twierdzy szyfrów (2007) trong vai Matheas Beer
- Testosterone (2007) trong vai Tytus
- Lejdis (2008)
- Grom (2008)
- And a Warm Heart (2008)
- Snow White and Russian Red (2008) trong vai Jobbo
- Trzeci oficer (2008) trong vai Tomasz 'Kruszon' Kruszyński
- The Mole (2011)
- Battle of Warsaw 1920 (2011) trong vai Jan Krynicki
- Criminal Empire for Dummy's (2013) trong vai Skinhead
- Tajemnica Westerplatte (2013) trong vai Stefan Grodecki
- Persona Non Grata(2015) trong vai Pesh
- Spoor (2017)
- Kamerdyner (2018) trong vai Fryderyk von Krauss
- Cold War (2018) trong vai Lech Kaczmarek
- Mowa Ptaków (2019)

### Lồng tiếng Ba Lan
- Gnomeo & Juliet (2011) trong vai Tybalt
- George the Hedgehog (2011) trong vai George the Hedgehog
- Contact High (2009) trong vai Schorsch
- Esterhazy (2009) trong vai Cha của Ewa
- The True Story of Puss'N Boots (2009)
- Assassin's Creed (2008)  trong vai Malik Al-Saif
- Bolt (2008) trong vai Bolt
- Asterix at the Olympic Games (2008) trong vai Brutus
- Go West: A Lucky Luke Adventure (2007) trong vai Joe Dalton
- Donkey Xote (2007) trong vai Rocinante
- TMNT (2007) trong vai Raphael
- Broken Sword: The Angel of Death (2006) trong vai George Stobbart
- Home on the Range (2004)
- The Bard's Tale (2004) trong vai Bard
- Spy Kids 3-D: Game Over (2003) trong vai Raz
- Chicago 1930 (2003) trong vai Edward Nash
- 8 Mile (2002) trong vai Jimmy 'Rabbit' Smith Jr
- Dragon Ball Z: Fusion Reborn (1995) trong vai Vegeta
- Dragon Ball Z: Wrath of the Dragon (1995) trong vai Vegeta

## Vai diễn sân khấu
- Bambini di Praga (2001, đạo diễn Agnieszka Glińska, Nhà hát Współczesny ở Warsaw)
- Wniebowstąpienie – Tadeusz Konwicki (2002, đạo diễn Maciej Englert, Nhà hát Współczesny ở Warsaw)
- Stracone zachody miłości – William Shakespeare (2003, đạo diễn Agnieszka Glińska, Nhà hát Współczesny ở Warsaw)
- Pułkownik Ptak [The Colonel Bird] – Hristo Boychev (2003, đạo diễn Piotr Nowak)
- Dobry wieczór kawalerski – Dorota Truskolaska (đạo diễn Jerzy Bończak)
- Porucznik z Inishmore – Martin McDonagh (2003, đạo diễn Maciej Englert, Nhà hát Współczesny ở Warsaw)
- Nieznajome z Sekwany [Die Unbekannte aus der Seine] – Ödön von Horváth (2004, đạo diễn Agnieszka Glińska, Nhà hát Współczesny ở Warsaw)
- Transfer (2005, đạo diễn Maciej Englert, Nhà hát Współczesny ở Warsaw)
- Udając ofiarę [Playing the Victim] – Oleg và Vadimir Presnyakov (2006, đạo diễn Maciej Englert, Nhà hát Współczesny ở Warsaw)
- Proces – Franz Kafka (2008, đạo diễn Maciej Englert, Nhà hát Współczesny ở Warsaw)